# 興徳寺 (富士宮市)
興徳寺（こうとくじ）は、静岡県富士宮市に所在する日蓮宗の寺院。旧本山は身延山久遠寺。鏡師法縁。桜と富士山のカメラスポットとしても知られる。

## 歴史
近世末までは「光徳寺」と称した。正応2年（1289年）、馬見塚（現富士宮市）の塚本源吾という人物が、日蓮の高弟で六老僧の一人に数えられる日興に帰依し、馬見塚に光徳寺を建立。日興を第1世としている。近世初期の慶長年間（16世紀末 - 17世紀初）に現在地の下柚野に移転した。
安政6年（1859年）に本堂が焼失。翌万延元年（1860年）には山崩れにより庫裏が全壊。庫裏は同年再建され、本堂は明治12年（1879年）頃に再建された。
2006年五十四世松永泰然が住職に就任。今日に至る。

## 所在地
- 静岡県富士宮市下柚野431

## 寺院周辺
- 富士宮市立柚野小学校
- 富士宮市立柚野中学校

## 交通アクセス
- 身延線芝川駅から車で20分